# Bhim Bahadur Tamang
Pour les articles homonymes, voir Tamang.
Bhim Bahadur Tamang (né en 1933 et mort le 1er décembre 2012), est un homme politique népalais.
Il fut le leader du Congrès népalais et un ancien ministre.